# طارق السيد
طارق السيد (9 أكتوبر 1978 القاهرة مصر - ) هو لاعب كرة قدم مصري معتزل كان يلعب كجناح أيسر، شارك في كأس الأمم الأفريقية لكرة القدم 2002.

## روابط خارجية
- طارق السيد على موقع الاتحاد الدولي (مؤرشف)  (الإنجليزية)
- طارق السيد على موقع قاعدة بيانات كرة القدم.إي يو (الإنجليزية)
- طارق السيد على موقع ناشيونال فوتبول تيمز (الإنجليزية)